# Азас (приток Мрассу)
Азас (устар. Таска) — река в Кемеровской области России. Устье реки находится в 178 км от устья реки Мрассу по правому берегу. Длина реки составляет 12 км.

## Топонимика
Видимо, название образовано от кетского «ас» — «куропатка» и кетско-енисейского топонимического термина «сес» — «река». Тогда Азас (из Ас сес) — «река куропаток». Форма Азас получена в процессе усвоения гидронима предками шорцев.

## Данные водного реестра
По данным государственного водного реестра России относится к Верхнеобскому бассейновому округу, водохозяйственный участок реки — Томь от истока до города Новокузнецк, без реки Кондома, речной подбассейн реки — Томь. Речной бассейн реки — (Верхняя) Обь до впадения Иртыша.